# مايك بارتن
مايك بارتن (بالألمانية: Mike Barten)‏ هو مدرب كرة قدم ولاعب كرة قدم ألماني في مركز الدفاع، ولد في 20 نوفمبر 1973 في لوبيك في ألمانيا. لعب مع إرتسغيبيرغه آوه وفيردر بريمن وهانوفر 96.

## وصلات خارجية
- مايك بارتن على موقع قاعدة بيانات كرة القدم.إي يو (الإنجليزية)
- مايك بارتن على موقع عالم كرة القدم.نت (الإنجليزية)